# كوبانغ
كوبانغ (بالإنجليزية: Kupang)‏ هي مدينة تقع في إندونيسيا في نوسا تنقارا الشرقية. يقدر عدد سكانها بـ 434,972 نسمة ومساحتها 180.27 كم2 وترتفع عن سطح البحر 62 متر.

## المناخ
يظهر الجدول التالي التغييرات المناخية على مدار السنة لكوبانغ:
| البيانات المناخية لـكوبانغ                 | البيانات المناخية لـكوبانغ | البيانات المناخية لـكوبانغ | البيانات المناخية لـكوبانغ | البيانات المناخية لـكوبانغ | البيانات المناخية لـكوبانغ | البيانات المناخية لـكوبانغ | البيانات المناخية لـكوبانغ | البيانات المناخية لـكوبانغ | البيانات المناخية لـكوبانغ | البيانات المناخية لـكوبانغ | البيانات المناخية لـكوبانغ | البيانات المناخية لـكوبانغ | البيانات المناخية لـكوبانغ |
| الشهر                                      | يناير                      | فبراير                     | مارس                       | أبريل                      | مايو                       | يونيو                      | يوليو                      | أغسطس                      | سبتمبر                     | أكتوبر                     | نوفمبر                     | ديسمبر                     | المعدل السنوي              |
| ------------------------------------------ | -------------------------- | -------------------------- | -------------------------- | -------------------------- | -------------------------- | -------------------------- | -------------------------- | -------------------------- | -------------------------- | -------------------------- | -------------------------- | -------------------------- | -------------------------- |
| الدرجة القصوى °م (°ف)                      | 35.0 (95.0)                | 34.4 (93.9)                | 35.6 (96.1)                | 36.1 (97.0)                | 35.6 (96.1)                | 34.4 (93.9)                | 35.0 (95.0)                | 36.7 (98.1)                | 37.2 (99.0)                | 38.3 (100.9)               | 38.3 (100.9)               | 36.7 (98.1)                | 38.3 (100.9)               |
| متوسط درجة الحرارة الكبرى °م (°ف)          | 30.1 (86.2)                | 30.0 (86.0)                | 31.1 (88.0)                | 32.4 (90.3)                | 32.3 (90.1)                | 31.4 (88.5)                | 31.3 (88.3)                | 32.5 (90.5)                | 33.4 (92.1)                | 33.8 (92.8)                | 33.1 (91.6)                | 31.4 (88.5)                | 31.9 (89.4)                |
| المتوسط اليومي °م (°ف)                     | 26.9 (80.4)                | 26.6 (79.9)                | 27.2 (81.0)                | 27.7 (81.9)                | 27.4 (81.3)                | 26.2 (79.2)                | 26.1 (79.0)                | 26.7 (80.1)                | 27.7 (81.9)                | 28.8 (83.8)                | 28.7 (83.7)                | 27.6 (81.7)                | 27.3 (81.1)                |
| متوسط درجة الحرارة الصغرى °م (°ف)          | 23.8 (74.8)                | 23.5 (74.3)                | 23.3 (73.9)                | 22.8 (73.0)                | 22.3 (72.1)                | 20.7 (69.3)                | 20.2 (68.4)                | 20.5 (68.9)                | 21.2 (70.2)                | 22.5 (72.5)                | 23.6 (74.5)                | 23.8 (74.8)                | 22.4 (72.3)                |
| أدنى درجة حرارة °م (°ف)                    | 21.1 (70.0)                | 20.0 (68.0)                | 20.6 (69.1)                | 17.2 (63.0)                | 17.8 (64.0)                | 15.6 (60.1)                | 15.6 (60.1)                | 15.6 (60.1)                | 16.7 (62.1)                | 18.3 (64.9)                | 20.0 (68.0)                | 21.1 (70.0)                | 15.6 (60.1)                |
| الهطول مم (إنش)                            | 386 (15.2)                 | 347 (13.7)                 | 234 (9.2)                  | 65 (2.6)                   | 30 (1.2)                   | 10 (0.4)                   | 5 (0.2)                    | 2 (0.1)                    | 2 (0.1)                    | 17 (0.7)                   | 83 (3.3)                   | 232 (9.1)                  | 1٬413 (55.8)               |
| متوسط أيام هطول الأمطار (≥ 1.0 mm)         | 18.1                       | 15.5                       | 13.2                       | 5.0                        | 2.5                        | 1.2                        | 0.8                        | 0.3                        | 0.3                        | 1.3                        | 6.9                        | 14.7                       | 79.8                       |
| متوسط الرطوبة النسبية (%)                  | 85                         | 86                         | 83                         | 75                         | 70                         | 67                         | 65                         | 63                         | 64                         | 66                         | 73                         | 81                         | 73                         |
| ساعات سطوع الشمس الشهرية                   | 189                        | 195                        | 223                        | 267                        | 276                        | 276                        | 288                        | 304                        | 306                        | 288                        | 264                        | 205                        | 3٬081                      |
| المصدر #1: الأرصاد الجوية الألمانية        |                            |                            |                            |                            |                            |                            |                            |                            |                            |                            |                            |                            |                            |
| المصدر #2: Danish Meteorological Institute |                            |                            |                            |                            |                            |                            |                            |                            |                            |                            |                            |                            |                            |

## أعلام
- هندريك فرنانديز